# Leslie Graham
Robert Leslie (Les) Graham (14 de setembro de 1911 – 12 de junho de 1953) foi um motociclista britânico que competiu nos anos 1930 e 1940. Ele foi o campeão inaugural da MotoGP em 1949, na época denominada de 500 cilindradas.